# Cratere Nancy
Nancy  è un cratere sulla superficie di Venere.